# Urban Upstart
Urban Upstart is een videospel in het Interactieve fictie-genre. Het spel werd uitgebracht door Richard Shepherd Software voor de platforms Commodore 64 en ZX Spectrum. Urban Upstart werd uitgebracht in 1983. Pete Cooke schreef het spel. 
Urban Upstart speelt zich af in de fictieve Britse stad Scarthorpe. Scarthorpe is een bijzonder grimmige stad, met een hoge criminaliteit en werkloosheid. De hoofdpersoon begint in hun huis om drie uur in de ochtend, met als doel te ontsnappen uit Scarthorpe.
Op de commodore bevat het spel grafische afbeeldingen die uitgeschakeld kunnen worden.